# Акимиски (острво)
Острво Акимиски (енгл. Akimiski Island) је једно од већих острва у канадском арктичком архипелагу. Острво је у саставу Нунавута, канадске територије. Налази се на југу Џејмсовог залива. 
Површина износи 3001 km², по којој је острво 164. у свијету и 29. у Канади по величини. Површина је углавном равна, мочварна и блатњава.
Острво је без сталних људских насеља. Повремено га посјећују припадници локалних племена ради лова.
Вегетација укључује лишајеве, маховине, и патуљасто дрвеће (брезе). На источном крају острва се гнијезде миграторне птице.
Група острва Акимиски укључује Акимиски, Гаскет (Gasket) и острва Гулери (Gullery Islands), острва Акимиски пролаза (Akimiski Strait Isles), и Албертове хридине (Albert Shoal).